# BAFA NL National Division 2014
La BAFA NL National Division 2014 è la 26ª edizione del campionato di football americano di secondo livello, organizzato dalla BAFA.

## Squadre partecipanti
| Club                    | Città             | Stadio | Sponsor ufficiale | Risultato nella stagione 2013 |
| ----------------------- | ----------------- | ------ | ----------------- | ----------------------------- |
| Aberdeen Roughnecks     | Aberdeen          |        |                   |                               |
| Bournemouth Bobcats     | Bournemouth       |        |                   |                               |
| Bristol Apache          | Bristol           |        |                   |                               |
| Bury Saints             | Thetford          |        |                   |                               |
| Chester Romans          | Chester           |        |                   |                               |
| Clyde Valley Blackhawks | Wishaw            |        |                   |                               |
| Cornish Sharks          | Newquay           |        |                   |                               |
| Crewe Railroaders       | Crewe             |        |                   |                               |
| Dundee Hurricanes       | Dundee            |        |                   |                               |
| Edinburgh Wolves        | Edimburgo         |        |                   |                               |
| Essex Spartans          | Grays             |        |                   |                               |
| Farnham Knights         | Farnham           |        |                   |                               |
| Glasgow Tigers          | Glasgow           |        |                   |                               |
| Gloucester Centurions   | Gloucester        |        |                   |                               |
| Ipswich Cardinals       | Ipswich           |        |                   |                               |
| Kent Exiles             | Chislehurst       |        |                   |                               |
| Leicester Falcons       | Hinckley          |        |                   |                               |
| Lincolnshire Bombers    | North Hykeham     |        |                   |                               |
| London Hornets          | Londra            |        |                   |                               |
| Maidstone Pumas         | Maidstone         |        |                   |                               |
| Manchester Titans       | Manchester        |        |                   |                               |
| Merseyside Nighthawks   | Liverpool         |        |                   |                               |
| Ouse Valley Eagles      | Bedford           |        |                   |                               |
| Oxford Saints           | Oxford            |        |                   |                               |
| Peterborough Saxons     | Thorney           |        |                   |                               |
| Portsmouth Dreadnoughts | Portsmouth        |        |                   |                               |
| Sandwell Steelers       | Tipton            |        |                   |                               |
| Shropshire Revolution   | Telford           |        |                   |                               |
| Solent Thrashers        | Southampton       |        |                   |                               |
| Staffordshire Surge     | Burton upon Trent |        |                   |                               |
| Swindon Storm           | Swindon           |        |                   |                               |
| Torbay Trojans          | Paignton          |        |                   |                               |
| Walney Terriers         | Ulverston         |        |                   |                               |
| Watford Cheetahs        | St Albans         |        |                   |                               |
| West Coast Trojans      | Paisley           |        |                   |                               |

## Stagione regolare

### Calendario

#### 1ª giornata
| 13 aprile 2014 | Glasgow Tigers | 0 – 6 | Edinburgh Wolves |  |

| 13 aprile 2014 | Clyde Valley Blackhawks | 47 – 0 | West Coast Trojans |  |

| 13 aprile 2014 | Dundee Hurricanes | 40 – 13 | Aberdeen Roughnecks |  |

| 13 aprile 2014 | Staffordshire Surge | 27 – 29 | Chester Romans |  |

| 13 aprile 2014 | Lincolnshire Bombers | 13 – 8 | Shropshire Revolution |  |

| 13 aprile 2014 | Bury Saints | 19 – 13 | Essex Spartans |  |

| 13 aprile 2014 | Cornish Sharks | 16 – 15 | Gloucester Centurions |  |

| 13 aprile 2014 | Swindon Storm | 6 – 55 | Farnham Knights |  |

#### 2ª giornata
| 20 aprile 2014 | Sandwell Steelers | 6 – 34 | Oxford Saints |  |

| 20 aprile 2014 | Manchester Titans | 52 – 13 | Walney Terriers |  |

| 20 aprile 2014 | Merseyside Nighthawks | 23 – 21 | Chester Romans |  |

| 20 aprile 2014 | Essex Spartans | 69 – 0 | Maidstone Pumas |  |

| 20 aprile 2014 | London Hornets | 0 – 1 (a tavolino) | Ipswich Cardinals |  |

| 20 aprile 2014 | Watford Cheetahs | 19 – 0 | Ouse Valley Eagles |  |

| 20 aprile 2014 | Bristol Apache | 8 – 0 | Gloucester Centurions |  |

#### 3ª giornata
| 27 aprile 2014 | Lincolnshire Bombers | 6 – 19 | Oxford Saints |  |

| 27 aprile 2014 | Peterborough Saxons | 23 – 16 | Shropshire Revolution |  |

| 27 aprile 2014 | Clyde Valley Blackhawks | 75 – 0 | Aberdeen Roughnecks |  |

| 27 aprile 2014 | Dundee Hurricanes | 12 – 19 | Glasgow Tigers |  |

| 27 aprile 2014 | Manchester Titans | 22 – 25 | Chester Romans |  |

| 27 aprile 2014 | Crewe Railroaders | 6 – 45 | Staffordshire Surge |  |

| 27 aprile 2014 | Merseyside Nighthawks | 33 – 13 | Walney Terriers |  |

| 27 aprile 2014 | Ouse Valley Eagles | 37 – 0 | London Hornets |  |

| 27 aprile 2014 | Torbay Trojans | 0 – 26 | Bournemouth Bobcats |  |

| 27 aprile 2014 | Cornish Sharks | 0 – 51 | Farnham Knights |  |

| 27 aprile 2014 | Bristol Apache | 0 – 46 | Solent Thrashers |  |

#### 4ª giornata
| 4 maggio 2014 | Shropshire Revolution | 27 – 6 | Leicester Falcons |  |

| 4 maggio 2014 | Sandwell Steelers | 19 – 14 | Lincolnshire Bombers |  |

| 4 maggio 2014 | Clyde Valley Blackhawks | 51 – 14 | Dundee Hurricanes |  |

| 4 maggio 2014 | Kent Exiles | 1 – 0 (a tavolino) | Maidstone Pumas |  |

| 4 maggio 2014 | Watford Cheetahs | 42 – 0 | Ipswich Cardinals |  |

| 4 maggio 2014 | Portsmouth Dreadnoughts | 0 – 64 | Bournemouth Bobcats |  |

| 4 maggio 2014 | Swindon Storm | 14 – 12 | Bristol Apache |  |

| 4 maggio 2014 | Gloucester Centurions | 15 – 67 | Solent Thrashers |  |

#### 5ª giornata
| 11 maggio 2014 | Peterborough Saxons | 19 – 8 | Sandwell Steelers |  |

| 11 maggio 2014 | Edinburgh Wolves | 38 – 46 | West Coast Trojans |  |

| 11 maggio 2014 | Glasgow Tigers | 39 – 0 | Aberdeen Roughnecks |  |

| 11 maggio 2014 | Chester Romans | 0 – 20 | Merseyside Nighthawks |  |

| 11 maggio 2014 | Watford Cheetahs | 7 – 6 | Bury Saints |  |

| 11 maggio 2014 | Essex Spartans | 36 – 8 | London Hornets |  |

| 11 maggio 2014 | Ouse Valley Eagles | 13 – 14 | Kent Exiles |  |

| 11 maggio 2014 | Solent Thrashers | 66 – 0 | Torbay Trojans |  |

| 11 maggio 2014 | Gloucester Centurions | 47 – 0 | Portsmouth Dreadnoughts |  |

| 11 maggio 2014 | Farnham Knights | 61 – 6 | Cornish Sharks |  |

#### 6ª giornata
| 18 maggio 2014 | Leicester Falcons | 0 – 14 | Oxford Saints |  |

| 18 maggio 2014 | Lincolnshire Bombers | 9 – 15 | Peterborough Saxons |  |

| 18 maggio 2014 | Dundee Hurricanes | 32 – 46 | West Coast Trojans |  |

| 18 maggio 2014 | Staffordshire Surge | 6 – 28 | Merseyside Nighthawks |  |

| 18 maggio 2014 | Walney Terriers | 0 – 54 | Manchester Titans |  |

| 18 maggio 2014 | Kent Exiles | 37 – 6 | Essex Spartans |  |

| 18 maggio 2014 | London Hornets | 8 – 38 | Watford Cheetahs |  |

| 18 maggio 2014 | Maidstone Pumas | 0 – 1 (a tavolino) | Ouse Valley Eagles |  |

| 18 maggio 2014 | Bristol Apache | 6 – 70 | Farnham Knights |  |

| 18 maggio 2014 | Torbay Trojans | 7 – 22 | Cornish Sharks |  |

| 18 maggio 2014 | Portsmouth Dreadnoughts | 12 – 39 | Swindon Storm |  |

#### 7ª giornata
| 25 maggio 2014 | Sandwell Steelers | 26 – 28 | Leicester Falcons |  |

| 25 maggio 2014 | Aberdeen Roughnecks | 6 – 48 | West Coast Trojans |  |

| 25 maggio 2014 | Chester Romans | 36 – 0 | Crewe Railroaders |  |

| 25 maggio 2014 | Staffordshire Surge | 26 – 21 | Manchester Titans |  |

| 25 maggio 2014 | Maidstone Pumas | 0 – 1 (a tavolino) | Bury Saints |  |

| 25 maggio 2014 | Bournemouth Bobcats | 18 – 26 | Solent Thrashers |  |

| 25 maggio 2014 | Gloucester Centurions | 21 – 14 | Watford Cheetahs |  |

#### 8ª giornata
| 1º giugno 2014 | Oxford Saints | 34 – 14 | Peterborough Saxons |  |

| 1º giugno 2014 | Shropshire Revolution | 12 – 12 | Lincolnshire Bombers |  |

| 1º giugno 2014 | Clyde Valley Blackhawks | 29 – 14 | Edinburgh Wolves |  |

| 1º giugno 2014 | West Coast Trojans | 26 – 13 | Glasgow Tigers |  |

| 1º giugno 2014 | Merseyside Nighthawks | 45 – 14 | Staffordshire Surge |  |

| 1º giugno 2014 | Manchester Titans | 69 – 0 | Crewe Railroaders |  |

| 1º giugno 2014 | Essex Spartans | 6 – 35 | Watford Cheetahs |  |

| 1º giugno 2014 | Ipswich Cardinals | 21 – 29 | Bury Saints |  |

| 1º giugno 2014 | Bristol Apache | 108 – 7 | Portsmouth Dreadnoughts |  |

| 1º giugno 2014 | Bournemouth Bobcats | 22 – 6 | Torbay Trojans |  |

#### 9ª giornata
| 8 giugno 2014 | Lincolnshire Bombers | 18 – 35 | Leicester Falcons |  |

| 8 giugno 2014 | Shropshire Revolution | 26 – 6 | Oxford Saints |  |

| 8 giugno 2014 | Aberdeen Roughnecks | 0 – 46 | Clyde Valley Blackhawks |  |

| 8 giugno 2014 | Chester Romans | 36 – 9 | Walney Terriers |  |

| 8 giugno 2014 | Crewe Railroaders | 19 – 40 | Manchester Titans |  |

| 8 giugno 2014 | London Hornets | 20 – 14 | Kent Exiles |  |

| 8 giugno 2014 | Maidstone Pumas | 0 – 1 (a tavolino) | Ipswich Cardinals |  |

| 8 giugno 2014 | Solent Thrashers | 58 – 6 | Farnham Knights |  |

| 8 giugno 2014 | Swindon Storm | 52 – 12 | Cornish Sharks |  |

#### 10ª giornata
| 15 giugno 2014 | Peterborough Saxons | 15 – 0 | Leicester Falcons |  |

| 15 giugno 2014 | Edinburgh Wolves | 48 – 0 | Aberdeen Roughnecks |  |

| 15 giugno 2014 | Dundee Hurricanes | 13 – 46 | Clyde Valley Blackhawks |  |

| 15 giugno 2014 | Merseyside Nighthawks | 33 – 20 | Crewe Railroaders |  |

| 15 giugno 2014 | Watford Cheetahs | 1 – 0 (a tavolino) | Maidstone Pumas |  |

| 15 giugno 2014 | Ouse Valley Eagles | 55 – 8 | Essex Spartans |  |

| 15 giugno 2014 | Gloucester Centurions | 19 – 6 | Torbay Trojans |  |

| 15 giugno 2014 | Cornish Sharks | 0 – 26 | Bristol Apache |  |

| 15 giugno 2014 | Solent Thrashers | 66 – 6 | Portsmouth Dreadnoughts |  |

| 15 giugno 2014 | Farnham Knights | 26 – 19 | Swindon Storm |  |

#### 11ª giornata
| 22 giugno 2014 | Shropshire Revolution | 45 – 6 | Sandwell Steelers |  |

| 22 giugno 2014 | Oxford Saints | 14 – 18 | Lincolnshire Bombers |  |

| 22 giugno 2014 | Leicester Falcons | 7 – 24 | Peterborough Saxons |  |

| 22 giugno 2014 | West Coast Trojans | 8 – 26 | Edinburgh Wolves |  |

| 22 giugno 2014 | Glasgow Tigers | 26 – 12 | Dundee Hurricanes |  |

| 22 giugno 2014 | Manchester Titans | 43 – 43 | Merseyside Nighthawks |  |

| 22 giugno 2014 | Ipswich Cardinals | 13 – 36 | London Hornets |  |

| 22 giugno 2014 | Bury Saints | 6 – 36 | Kent Exiles |  |

| 22 giugno 2014 | Bristol Apache | 22 – 14 | Bournemouth Bobcats |  |

| 22 giugno 2014 | Portsmouth Dreadnoughts | 14 – 44 | Torbay Trojans |  |

#### 12ª giornata
| 29 giugno 2014 | Sandwell Steelers | 28 – 42 | Peterborough Saxons |  |

| 29 giugno 2014 | Oxford Saints | 20 – 21 | Shropshire Revolution |  |

| 29 giugno 2014 | Dundee Hurricanes | 7 – 52 | Edinburgh Wolves |  |

| 29 giugno 2014 | Glasgow Tigers | 0 – 27 | Clyde Valley Blackhawks |  |

| 29 giugno 2014 | Staffordshire Surge | 66 – 7 | Walney Terriers |  |

| 29 giugno 2014 | Crewe Railroaders | 27 – 47 | Chester Romans |  |

| 29 giugno 2014 | Maidstone Pumas | 0 – 1 (a tavolino) | Essex Spartans |  |

| 29 giugno 2014 | Kent Exiles | 7 – 14 | Watford Cheetahs |  |

| 29 giugno 2014 | London Hornets | 28 – 6 | Bury Saints |  |

| 29 giugno 2014 | Ipswich Cardinals | 6 – 75 | Ouse Valley Eagles |  |

| 29 giugno 2014 | Cornish Sharks | 0 – 1 (a tavolino) | Solent Thrashers |  |

| 29 giugno 2014 | Farnham Knights | 1 – 0 (a tavolino) | Torbay Trojans |  |

| 29 giugno 2014 | Swindon Storm | 47 – 40 | Bournemouth Bobcats |  |

#### 13ª giornata
| 13 luglio 2014 | West Coast Trojans | 38 – 0 | Aberdeen Roughnecks |  |

| 13 luglio 2014 | Edinburgh Wolves | 57 – 0 | Glasgow Tigers |  |

#### 14ª giornata
| 19 luglio 2014 | Edinburgh Wolves | 49 – 6 | Dundee Hurricanes |  |

| 19 luglio 2014 | Essex Spartans | 8 – 38 | Kent Exiles |  |

| 20 luglio 2014 | Oxford Saints | 39 – 16 | Sandwell Steelers |  |

| 20 luglio 2014 | Leicester Falcons | 20 – 16 | Lincolnshire Bombers |  |

| 20 luglio 2014 | Walney Terriers | 6 – 59 | Merseyside Nighthawks |  |

| 20 luglio 2014 | Manchester Titans | 28 – 27 | Staffordshire Surge |  |

| 20 luglio 2014 | Bury Saints | 33 – 30 | London Hornets |  |

| 20 luglio 2014 | Ouse Valley Eagles | 58 – 0 | Ipswich Cardinals |  |

| 20 luglio 2014 | Torbay Trojans | 6 – 38 | Bristol Apache |  |

| 20 luglio 2014 | Swindon Storm | 13 – 26 | Solent Thrashers |  |

| 20 luglio 2014 | Bournemouth Bobcats | 1 – 0 (a tavolino) | Portsmouth Dreadnoughts |  |

| 20 luglio 2014 | Farnham Knights | 47 – 14 | Gloucester Centurions |  |

#### 15ª giornata
| 27 luglio 2014 | Leicester Falcons | 20 – 22 | Sandwell Steelers |  |

| 27 luglio 2014 | Edinburgh Wolves | 38 – 19 | Clyde Valley Blackhawks |  |

| 27 luglio 2014 | West Coast Trojans | 40 – 0 | Dundee Hurricanes |  |

| 27 luglio 2014 | Walney Terriers | 6 – 32 | Crewe Railroaders |  |

| 27 luglio 2014 | Chester Romans | 39 – 0 | Staffordshire Surge |  |

| 27 luglio 2014 | Merseyside Nighthawks | 17 – 15 | Manchester Titans |  |

| 27 luglio 2014 | Ipswich Cardinals | 28 – 32 | Essex Spartans |  |

| 27 luglio 2014 | London Hornets | 1 – 0 (a tavolino) | Maidstone Pumas |  |

| 27 luglio 2014 | Kent Exiles | 14 – 27 | Ouse Valley Eagles |  |

| 27 luglio 2014 | Bury Saints | 26 – 27 | Watford Cheetahs |  |

| 27 luglio 2014 | Portsmouth Dreadnoughts | 0 – 1 (a tavolino) | Cornish Sharks |  |

| 27 luglio 2014 | Bournemouth Bobcats | 34 – 24 | Gloucester Centurions |  |

#### 16ª giornata
| 3 agosto 2014 | Leicester Falcons | 6 – 6 | Shropshire Revolution |  |

| 3 agosto 2014 | Peterborough Saxons | 12 – 33 | Oxford Saints |  |

| 3 agosto 2014 | Clyde Valley Blackhawks | 24 – 0 | Glasgow Tigers |  |

| 3 agosto 2014 | Aberdeen Roughnecks | 0 – 69 | Edinburgh Wolves |  |

| 3 agosto 2014 | Chester Romans | 36 – 10 | Manchester Titans |  |

| 3 agosto 2014 | Watford Cheetahs | 41 – 0 | London Hornets |  |

| 3 agosto 2014 | Bury Saints | 20 – 43 | Ouse Valley Eagles |  |

| 3 agosto 2014 | Solent Thrashers | 73 – 6 | Bristol Apache |  |

| 3 agosto 2014 | Torbay Trojans | 6 – 38 | Swindon Storm |  |

#### 17ª giornata
| 10 agosto 2014 | Sandwell Steelers | 30 – 31 | Shropshire Revolution |  |

| 10 agosto 2014 | Peterborough Saxons | 27 – 28 | Lincolnshire Bombers |  |

| 10 agosto 2014 | West Coast Trojans | 12 – 40 | Clyde Valley Blackhawks |  |

| 10 agosto 2014 | Aberdeen Roughnecks | 12 – 6 | Glasgow Tigers |  |

| 10 agosto 2014 | Staffordshire Surge | 28 – 10 | Crewe Railroaders |  |

| 10 agosto 2014 | Walney Terriers | 6 – 77 | Chester Romans |  |

| 10 agosto 2014 | Ipswich Cardinals | 0 – 66 | Kent Exiles |  |

| 10 agosto 2014 | Ouse Valley Eagles | 1 – 0 (a tavolino) | Maidstone Pumas |  |

| 10 agosto 2014 | Portsmouth Dreadnoughts | 0 – 1 (a tavolino) | Farnham Knights |  |

| 10 agosto 2014 | Solent Thrashers | 1 – 0 (a tavolino) | Gloucester Centurions |  |

| 10 agosto 2014 | Bournemouth Bobcats | 14 – 16 | Cornish Sharks |  |

#### 18ª giornata
| 17 agosto 2014 | Lincolnshire Bombers | 33 – 32 | Sandwell Steelers |  |

| 17 agosto 2014 | Oxford Saints | 34 – 20 | Leicester Falcons |  |

| 17 agosto 2014 | Shropshire Revolution | 28 – 0 | Peterborough Saxons |  |

| 17 agosto 2014 | Glasgow Tigers | 0 – 34 | West Coast Trojans |  |

| 17 agosto 2014 | Aberdeen Roughnecks | 7 – 7 | Dundee Hurricanes |  |

| 17 agosto 2014 | Walney Terriers | 20 – 41 | Staffordshire Surge |  |

| 17 agosto 2014 | Crewe Railroaders | 12 – 29 | Merseyside Nighthawks |  |

| 17 agosto 2014 | Essex Spartans | 26 – 28 | Bury Saints |  |

| 17 agosto 2014 | Maidstone Pumas | 0 – 1 (a tavolino) | Watford Cheetahs |  |

| 17 agosto 2014 | Kent Exiles | 74 – 0 | Ipswich Cardinals |  |

| 17 agosto 2014 | Gloucester Centurions | 14 – 32 | Bristol Apache |  |

| 17 agosto 2014 | Farnham Knights | 72 – 6 | Bournemouth Bobcats |  |

| 17 agosto 2014 | Cornish Sharks | 0 – 0 | Swindon Storm |  |

| 17 agosto 2014 | Torbay Trojans | 1 – 0 (a tavolino) | Portsmouth Dreadnoughts |  |

#### Recuperi 1
| 31 agosto 2014 | Crewe Railroaders | 20 – 6 | Walney Terriers |  |

### Classifica
Le classifiche della regular season sono le seguenti.
- PCT = percentuale di vittorie, G = partite giocate, V = partite vinte, P = partite perse, PF = punti fatti, PS = punti subiti

#### National North
| Pos. | Squadra                 | PCT  | G  | V | N | P | PF  | PS  |
| ---- | ----------------------- | ---- | -- | - | - | - | --- | --- |
| 1    | Clyde Valley Blackhawks | .900 | 10 | 9 | 0 | 1 | 404 | 91  |
| 2    | Edinburgh Wolves        | .800 | 10 | 8 | 0 | 2 | 397 | 115 |
| 3    | West Coast Trojans      | .700 | 10 | 7 | 0 | 3 | 298 | 202 |
| 4    | Glasgow Tigers          | .700 | 10 | 3 | 0 | 7 | 103 | 210 |
| 5    | Dundee Hurricanes       | .150 | 10 | 1 | 1 | 8 | 143 | 349 |
| 6    | Aberdeen Roughnecks     | .150 | 10 | 1 | 1 | 8 | 38  | 416 |

#### National North West
| Pos. | Squadra               | PCT  | G  | V | N | P  | PF  | PS  |
| ---- | --------------------- | ---- | -- | - | - | -- | --- | --- |
| 1    | Merseyside Nighthawks | .950 | 10 | 9 | 1 | 0  | 330 | 150 |
| 2    | Chester Romans        | .800 | 10 | 8 | 0 | 2  | 346 | 144 |
| 3    | Manchester Titans     | .550 | 10 | 5 | 1 | 4  | 354 | 206 |
| 4    | Staffordshire Surge   | .500 | 10 | 5 | 0 | 5  | 280 | 233 |
| 5    | Crewe Railroaders     | .200 | 10 | 2 | 0 | 8  | 146 | 339 |
| 6    | Walney Terriers       | .000 | 10 | 0 | 0 | 10 | 86  | 470 |

#### National Central
| Pos. | Squadra               | PCT  | G  | V | N | P | PF  | PS  |
| ---- | --------------------- | ---- | -- | - | - | - | --- | --- |
| 1    | Shropshire Revolution | .700 | 10 | 6 | 2 | 2 | 220 | 122 |
| 2    | Oxford Saints         | .700 | 10 | 7 | 0 | 3 | 247 | 139 |
| 3    | Peterborough Saxons   | .600 | 10 | 6 | 0 | 4 | 191 | 191 |
| 4    | Lincolnshire Bombers  | .450 | 10 | 4 | 1 | 5 | 167 | 201 |
| 5    | Leicester Falcons     | .350 | 10 | 3 | 1 | 6 | 142 | 202 |
| 6    | Sandwell Steelers     | .200 | 10 | 2 | 0 | 8 | 193 | 305 |

#### National South East
| Pos. | Squadra            | PCT   | G  | V  | N | P  | PF  | PS  |
| ---- | ------------------ | ----- | -- | -- | - | -- | --- | --- |
| 1    | Watford Cheetahs   | 1.000 | 10 | 10 | 0 | 0  | 225 | 53  |
| 2    | Ouse Valley Eagles | .800  | 10 | 8  | 0 | 2  | 310 | 81  |
| 3    | Kent Exiles        | .700  | 10 | 7  | 0 | 3  | 301 | 94  |
| 4    | Bury Saints        | .500  | 10 | 5  | 0 | 5  | 174 | 231 |
| 5    | Essex Spartans     | .400  | 10 | 4  | 0 | 6  | 205 | 248 |
| 6    | London Hornets     | .400  | 10 | 4  | 0 | 6  | 131 | 219 |
| 7    | Ipswich Cardinals  | .200  | 10 | 2  | 0 | 8  | 70  | 412 |
| 8    | Maidstone Pumas    | .000  | 10 | 0  | 0 | 10 | 0   | 78  |

#### National South West
| Pos. | Squadra                 | PCT   | G  | V  | N | P  | PF  | PS  |
| ---- | ----------------------- | ----- | -- | -- | - | -- | --- | --- |
| 1    | Solent Thrashers        | 1.000 | 10 | 10 | 0 | 0  | 430 | 64  |
| 2    | Farnham Knights         | .900  | 10 | 9  | 0 | 1  | 390 | 115 |
| 3    | Bristol Apache          | .600  | 10 | 6  | 0 | 4  | 258 | 249 |
| 4    | Swindon Storm           | .550  | 10 | 5  | 1 | 4  | 245 | 210 |
| 5    | Bournemouth Bobcats     | .500  | 10 | 5  | 0 | 5  | 239 | 213 |
| 6    | Cornish Sharks          | .450  | 10 | 4  | 1 | 5  | 73  | 227 |
| 7    | Gloucester Centurions   | .300  | 10 | 3  | 0 | 7  | 169 | 225 |
| 8    | Torbay Trojans          | .200  | 10 | 2  | 0 | 8  | 75  | 240 |
| 9    | Portsmouth Dreadnoughts | .000  | 10 | 0  | 0 | 10 | 39  | 372 |

## Playoff

### Tabelloni
|  | Quarti di finale        | Quarti di finale        | Quarti di finale      |                       |                       | Semifinali            | Semifinali | Semifinali |  |  | Finale | Finale | Finale |  |
|  |                         |                         |                       |                       |                       |                       |            |            |  |  |        |        |        |  |
|  | Merseyside Nighthawks   | Merseyside Nighthawks   | 65                    |                       |                       |                       |            |            |  |  |        |        |        |  |
|  | Merseyside Nighthawks   | Merseyside Nighthawks   | 65                    |                       |                       |                       |            |            |  |  |        |        |        |  |
|  | Farnham Knights         | Farnham Knights         | 48                    |                       |                       |                       |            |            |  |  |        |        |        |  |
|  | Farnham Knights         | Farnham Knights         | 48                    |                       | Merseyside Nighthawks | Merseyside Nighthawks | 33         |            |  |  |        |        |        |  |
|  |                         |                         |                       |                       | Merseyside Nighthawks | Merseyside Nighthawks | 33         |            |  |  |        |        |        |  |
|  |                         |                         | Shropshire Revolution | Shropshire Revolution | 16                    |                       |            |            |  |  |        |        |        |  |
|  | Clyde Valley Blackhawks | Clyde Valley Blackhawks | Shropshire Revolution | Shropshire Revolution | 16                    | 19                    |            |            |  |  |        |        |        |  |
|  | Clyde Valley Blackhawks | Clyde Valley Blackhawks |                       |                       |                       |                       |            |            |  |  |        |        |        |  |
|  | Shropshire Revolution   | Shropshire Revolution   | 22                    |                       |                       |                       |            |            |  |  |        |        |        |  |
|  | Shropshire Revolution   | Shropshire Revolution   | 22                    |                       | Merseyside Nighthawks | Merseyside Nighthawks | 41         |            |  |  |        |        |        |  |
|  |                         |                         |                       |                       |                       |                       |            |            |  |  |        |        |        |  |
|  |                         |                         | Edinburgh Wolves      | Edinburgh Wolves      | 34                    |                       |            |            |  |  |        |        |        |  |
|  | Solent Thrashers        | Solent Thrashers        | Edinburgh Wolves      | Edinburgh Wolves      | 34                    | 35                    |            |            |  |  |        |        |        |  |
|  | Solent Thrashers        | Solent Thrashers        |                       |                       |                       |                       |            |            |  |  |        |        |        |  |
|  | Ouse Valley Eagles      | Ouse Valley Eagles      | 20                    |                       |                       |                       |            |            |  |  |        |        |        |  |
|  | Ouse Valley Eagles      | Ouse Valley Eagles      | 20                    |                       | Solent Thrashers      | Solent Thrashers      | 14         |            |  |  |        |        |        |  |
|  |                         |                         |                       |                       | Solent Thrashers      | Solent Thrashers      | 14         |            |  |  |        |        |        |  |
|  |                         |                         | Edinburgh Wolves      | Edinburgh Wolves      | 17                    |                       |            |            |  |  |        |        |        |  |
|  | Watford Cheetahs        | Watford Cheetahs        | Edinburgh Wolves      | Edinburgh Wolves      | 17                    | 6                     |            |            |  |  |        |        |        |  |
|  | Watford Cheetahs        | Watford Cheetahs        |                       |                       |                       |                       |            |            |  |  |        |        |        |  |
|  | Edinburgh Wolves        | Edinburgh Wolves        | 9                     |                       |                       |                       |            |            |  |  |        |        |        |  |

### Quarti di finale
| 24 agosto 2014 | Watford Cheetahs | 6 – 9 | Edinburgh Wolves |  |

| 24 agosto 2014 | Solent Thrashers | 35 – 20 | Ouse Valley Eagles |  |

| 24 agosto 2014 | Merseyside Nighthawks | 65 – 48 | Farnham Knights |  |

| 24 agosto 2014 | Clyde Valley Blackhawks | 19 – 22 | Shropshire Revolution |  |

### Semifinali
| 31 agosto 2014 | Solent Thrashers | 14 – 17 | Edinburgh Wolves |  |

| 31 agosto 2014 | Merseyside Nighthawks | 33 – | Shropshire Revolution |  |

### Finale
| 14 settembre 2014 | Merseyside Nighthawks | 41 – 34 | Edinburgh Wolves |  |

## Verdetti
- Merseyside Nighthawks Vincitori della BAFA NL National Division 2014